# ...Ready for It?
...Ready for It? è un brano musicale della cantante statunitense Taylor Swift, pubblicato il 3 settembre 2017 come secondo singolo del suo sesto album in studio Reputation.

## Promozione e pubblicazione
Una breve anteprima di ...Ready for It? è stata presentata il 2 settembre 2017, durante la partita del Saturday Night Football di ESPN tra Florida State Seminoles e Alabama Crimson Tide ed è stata in seguito usata come introduzione per tutte le partite del programma su ABC. Lo stesso giorno, la cantante ha annunciato che sarebbe stata inclusa nel suo prossimo album, Reputation e ha confermato la sua uscita come singolo promozionale. È stata resa disponibile per il download digitale come parte del pre-ordine dell'album il 3 settembre 2017. È stata inviata alle rhythmic contemporary radio il 24 ottobre 2017.

## Descrizione
Il brano è scritto e prodotto da Taylor Swift, Max Martin, Shellback e Ali Payami ed è composto da un ritmo di 160 battiti per minuto. È considerato un brano orientato dal pop e ispirato dall’elettronica, elettropop e industrial pop con elementi di tropical house, dubstep e trap. Nella canzone sono presenti profondi synths, un bass drop, drum machine e del rapping. La sua atmosfera è stata paragonata alle canzoni di Kanye West e a quelle di Rihanna. Il testo ruota attorno alle fantasie di Swift su un individuo che lei descrive come un "assassino" che ha avuto molte relazioni ed è "più giovane dei suoi ex" ma "si comporta come un uomo simile". Queste fantasie includono "tenerlo per un riscatto", commettere una rapina in banca insieme, trasferirsi in un luogo segreto in mare aperto e trattenersi in prigione. Swift usa le immagini del romanzo di Hollywood, delle isole e del nascondiglio in modo che "nessuno lo sappia". Affronta anche la percezione della propria storia romantica paragonandosi con Elizabeth Taylor e il suo amante Richard Burton. Si rumoreggia che il soggetto della canzone possa essere Tom Hiddleston, Joe Alwyn o Harry Styles. Diversi suggerimenti lasciati da Taylor Swift sembrano identificare Joe Alwyn come soggetto della canzone, inclusi il suo “mi piace” al post di un utente di Tumblr che afferma che la canzone parli dell'attore, il verso del brano "[lui è] più giovane dei miei ex" e la scena di apertura del video musicale che la mostra davanti a un muro su cui sono state dipinte con lo spray due date: "89" e "91", gli anni di nascita rispettivamente di Swift e Alwyn.

## Video musicale
Il videoclip, diretto da Joseph Kahn, è stato pubblicato il 28 ottobre 2017 attraverso il canale Vevo della cantante.

### Analisi del video musicale
Il video è un racconto stile sci-fi nel quale una "tosta" Taylor Swift si aggira per un inquietante territorio alieno, quando incontra la sua versione robotica, la quale è imprigionata: il vero avatar è la Taylor che si trova fuori dalla scatola di vetro e la vera Taylor Swift è all'interno della gabbia, ma alla fine riesce a liberarsi. Nel video Taylor ha liberato se stessa da come gli altri vedono la sua vita: la Taylor oscura, spietata, manipolatrice e vendicativa è la Taylor che vedono i media e molte persone. La Taylor che sembra nuda è invece la vera Taylor, innocente. La vera Taylor, alla fine libera, versa una lacrima di gioia alla fine del video.
I graffiti sul muro hanno diversi significati: vi sono due date di nascita, “89” (Taylor) e “91” (Joe, fidanzato di Taylor) e quattro frasi, ovvero “All Eyes On Us” (Tutti gli occhi puntati su di noi), “Ur Gorgeous” (Sei bellissimo), “This Is Enough” (Questo è abbastanza) e “I Love You in Secret” (Ti amo in segreto). Una scritta in cinese indica l’anno del serpente, un'altra “amore” e un'ultima “sempre”. Infine c’è la scritta finale, quando Taylor viene colpita da un fulmine, che cita “Stanno bruciando tutte le streghe“. Più volte si vedono graffiti con il numero 13.
La scena del vetro rotto è un riferimento al video di Bad Blood, mentre il cavallo bianco è un riferimento tanto a White Horse quanto al video di Blank Space. I fulmini riprendono la canzone This Is What You Came For, da lei scritta tempo prima. Gli 8 robot all'inizio sono un riferimento agli 8 ex, rappresentati già nel video di Look What You Made Me Do con gli 8 ballerini.

## Accoglienza
Il brano è stato accolto positivamente dalla critica, che ha affermato che ...Ready For It? è un perfezionamento del singolo precedente Look What You Made Me Do. Patrick Ryan, scrivendo per USA Today ha espresso un po' di scetticismo riguardo alla parte rap, ma ha spiegato che il contrasto tra il ritornello e i versi più cupi rendono il brano un "promettente secondo sguardo all'era di Reputation". Tom Breihan di Stereogum ha detto che gli autori "hanno creato qualcosa di sgraziato e stupido, qualcosa che probabilmente è stata una pessima idea e comunque l’hanno fatto sembrare musica pop gigantesca e imponente". Richard He ha scritto per Billboard che "Swift non ha mai cantato in modo più espressivo, né sembrata più in sintonia con il modo in cui la produzione pop moderna usa la voce come uno strumento" e che il ritornello della canzone ha "una delle melodie più belle della sua carriera".
Tuttavia, Craig Jenkins di Vulture ha dato una recensione tiepida, affermando che la canzone "non reinventa pop o Taylor, ma prende il suo nome su un prodotto costruito per stare al passo con le tendenze attuali". Mike Wass per Idolator ha definito la canzone "non buona" e l’ha chiamata "deludente" come Look What You Made Me Do. Ha concluso dicendo "Se riesci a superare i testi stridenti e la produzione stridente, ti aspetta un bel ritornello, ma è molto lavoro per un piccolo guadagno".

## Successo commerciale

### America
Negli Stati Uniti, la canzone ha debuttato alla 4ª posizione della Billboard Hot 100, diventando la ventiduesima top 10 della Swift e il suo quattordicesimo esordio da record nella top 10 della classifica. Inoltre, è diventata la sua tredicesima canzone alla numero uno nella classifica Digital Songs grazie a vendite iniziali di 135 000 copie, è entrata nella classifica Streaming Songs con 19 milioni di riproduzioni streaming nella sua prima settimana di disponibilità e ha debuttato alla 35ª posizione nella classifica radiofonica Pop Songs con un’audience radiofonica di 13 milioni. Da allora ha venduto 590 000 copie pure nel paese.
In Canada ha raggiunto la 7ª posizione, oltre a detronizzare un altro singolo da Reputation, Look What You Made Me Do, dalla classifica digitale.

### Oceania
In Australia, il brano è entrato alla 3ª posizione della ARIA Singles Chart, diventando la sua dodicesima canzone ad entrare nella top 5 della nazione. In Nuova Zelanda ha raggiunto la 9ª posizione.

### Europa
Nel Regno Unito ha raggiunto la 7ª posizione diventando il secondo singolo dal suo album di provenienza a raggiungere la top ten in entrambi i paesi. In Scozia è arrivato alla 3ª posizione.

## Remix
Un remix della canzone con BloodPop è stato pubblicato il 10 dicembre 2017. Il remix ha ricevuto recensioni positive da parte della critica. Il 14 dicembre un lyric video per il remix è stato caricato sul canale della Swift su YouTube, che include clip del video musicale originale, pubblicato circa un mese e mezzo prima. All’aprile 2019, il lyric video per il remix ha ottenuto oltre 8,7 milioni di visualizzazioni su YouTube.

## Esibizioni dal vivo
La Swift si è esibita con la canzone per la prima volta durante un episodio del Saturday Night Live dell'11 novembre 2017, insieme a una versione acustica di Call It What You Want. Swift l’ha anche cantata al KIIS-FM's Jingle Ball 2017, il 1º dicembre 2017 a Inglewood, in California. Due giorni dopo, Swift è tornata sul palco per eseguire nuovamente la canzone al 99.7 Now!'s Poptopia a San Jose, in California. La settimana seguente, Swift ha eseguito nuovamente la canzone in altre tre occasioni: la B96 Chicago e la Pepsi Jingle Bash 2017 a Chicago, la Z100 Jingle Ball 2017 a New York e la Jingle Bell Ball 2017 a Londra.
La canzone è stata la prima eseguita ogni notte al Reputation Stadium Tour.
Il 27 maggio 2018, la canzone ha aperto il set della cantante al BBC Radio 1’s Biggest Weekend al Singleton Park a Swansea, nel Galles.

## In altri media
- ESPN l'ha usata nelle pubblicità televisive di calcio per la partita di apertura stagionale tra Alabama Crimson Tide e Florida State Seminoles, trasmessa su ABC il 2 settembre.[57]
- Il 16 marzo 2018, durante un episodio del talent show The Voice, i membri del team di Kelly Clarkson Brynn Cartelli e Dylan Hartigan hanno eseguito un arrangiamento grunge-rock della canzone.[58]

## Classifiche
| Classifica (2017) | Posizione massima |
| ----------------- | ----------------- |
| Australia         | 3                 |
| Canada            | 7                 |
| Grecia            | 3                 |
| Italia            | 65                |
| Regno Unito       | 7                 |
| Stati Uniti       | 4                 |